# نقد مسیحیت
نقد مسیحیت سابقه‌ای طولانی دارد که به شکل‌گیری اولیهٔ دین در امپراتوری روم بازمی‌گردد. منتقدان باورها و آموزه‌های مسیحی و همچنین اقدامات مسیحی را از جنگ‌های صلیبی گرفته تا تروریسم مدرن به چالش کشیده‌اند. استدلال‌های علیه مسیحیت شامل این فرضیه‌ها می‌شود که مسیحیت دین خشونت، فساد، خرافات، شرک، همجنس‌گراهراسی، ترنس‌هراسی، پیش‌داوری، تعصب، تجاوز به حقوق زنان و فرقه‌گرایی است.
در سال‌های اولیه مسیحیت، پورفیری فیلسوف نوافلاطونی با کتاب خود علیه مسیحیان در کنار نویسندگان دیگری مانند کلسوس و ژولیان به‌عنوان یکی از منتقدان اصلی ظاهر شد. پورفیری استدلال کرد که مسیحیت بر پیشگویی‌های دروغینی استوار است که هنوز محقق نشده‌اند. پس از پذیرش مسیحیت در امپراتوری روم، صداهای مذهبی مخالف به تدریج توسط دولت‌ها و مقامات کلیسایی سرکوب شدند—با این حال مسیحیت در این میان با انتقاداتی الهیاتی از سوی متفکران دیگر ادیان ابراهیمی یعنی یهودیت و اسلام، مانند ابن میمون مواجه شد.
یک هزار سال بعد، اصلاحات پروتستانی منجر به انشعاب بنیادی در مسیحیت اروپایی شد و صداهای انتقادی را در مورد ایمان مسیحی، چه در داخل و چه در خارج، دوباره برانگیخت. در سدهٔ هفدهم، فیلسوفان دئیست مانند توماس هابز و ژان-ژاک روسو از مسیحیت به عنوان یک دین مکشوف انتقاد کردند. با عصر روشنگری، مسیحیت مورد انتقاد متفکران و فیلسوفان بزرگی چون ولتر، دیوید هیوم، توماس پین و بارون دولباخ قرار گرفت. موضوع اصلی این نقدها به دنبال نفی دقت تاریخی کتاب مقدس مسیحی بود و بر فساد ادراک شده مقامات مذهبی مسیحی تمرکز داشت. متفکران دیگر مانند امانوئل کانت، با تلاش برای رد استدلال‌های خداباوری، نقدهای سیستماتیک و جامعی از الهیات مسیحی به راه انداختند.
در دوران مدرن، مسیحیت با انتقادهای بنیادی از سوی طیف گسترده‌ای از جنبش‌ها و ایدئولوژی‌های سیاسی مواجه شده‌است. در اواخر سده هجدهم، انقلاب فرانسه شاهد انتقاد تعدادی از سیاستمداران و فیلسوفان از آموزه‌های سنتی مسیحی بود که موجی از سکولاریسم را برانگیخت که در آن صدها کلیسا بسته شدند و هزاران کشیش تبعید یا کشته شدند. پس از انقلاب فرانسه، فیلسوفان برجسته لیبرالیسم و کمونیسم، مانند جان استوارت میل و کارل مارکس، دکترین مسیحی را به این دلیل که محافظه‌کارانه و ضددموکراتیک است، مورد انتقاد قرار دادند. فردریش نیچه می‌نویسد که مسیحیت نوعی اخلاق بردگی را پرورش می‌دهد که امیال موجود در اراده انسان را سرکوب می‌کند. انقلاب روسیه، انقلاب چین و چندین جنبش انقلابی مدرن دیگر نیز منجر به انتقاد از ایده‌های مسیحی شده‌است. جنبش‌های ال‌جی‌بی‌تی معاصر مسیحیت را به‌دلیل همجنس‌گراهراسی و ترنس‌هراسی مورد انتقاد قرار داده‌اند.
پاسخ رسمی مسیحیان به چنین انتقاداتی به‌عنوان عذرخواهی مسیحی توصیف می‌شود. فیلسوفانی مانند آگوستین و توماس آکویناس برخی از برجسته‌ترین مدافعان دین مسیحیت از زمان بنیانگذاری آن بوده‌اند.

## کتاب مقدس

### نقد کتاب مقدس
نقد کتاب مقدس، به‌ویژه نقد عالی، روش‌های مختلفی را در بر می‌گیرد که از زمان روشنگری در اوایل سده هجدهم استفاده شده‌است، زیرا پژوهشگران آغاز به استفاده از همان روش‌ها و دیدگاه‌هایی کردند که پیش‌تر در سایر متون ادبی و فلسفی به کار گرفته شده بود، در اسناد کتاب مقدس. این یک اصطلاح چتری است که تکنیک‌های مختلفی را پوشش می‌دهد که عمدتاً توسط الهیدانان مسیحی اصلی و لیبرال برای مطالعه معنای عبارات کتاب مقدس استفاده می‌شود. از اصول کلی تاریخی استفاده می‌کند و اساساً بر پایه عقل است تا وحی یا ایمان. چهار نوع اصلی نقد کتاب مقدس وجود دارد:
- نقد فرم: تجزیه و تحلیل اسناد ادبی، به ویژه کتاب مقدس، برای کشف سنت‌های شفاهی پیشین (داستان‌ها، افسانه‌ها، افسانه‌ها و غیره) که بر پایه آنها بنا شده‌است.
- نقد سنت: تحلیلی از کتاب مقدس، با تمرکز بر چگونگی رشد و تغییر سنت‌های دینی در طول زمانی که متن نوشته شد.
- نقد عالی: مطالعه منابع و روش‌های ادبی به کار گرفته شده توسط نویسندگان کتاب مقدس.[۱۰]
- انتقاد پایین‌تر: نظم و انضباط و مطالعه عبارت واقعی کتاب مقدس. تلاش برای خلوص متن و درک.[۱۱]

### تصحیح متون
در انبوه نسخه‌های خطی کتاب مقدس تعدادی از انواع متنی وجود دارد. اکثریت قریب به اتفاق این گونه‌های متنی، غلط املایی بی‌اهمیت کلمات، تغییرات ترتیب کلمات هستند. و غلط نویسی اختصارات. منتقدان متنی مانند بارت دی. ارمن پیشنهاد کرده‌اند که برخی از این گونه‌های متنی و درون‌یابی‌ها انگیزه‌های الهیاتی دارند. برخی از منتقدان محافظه‌کار انجیلی، از جمله دانیل بی والاس، کریگ بلومبرگ، و توماس هاو، نتیجه‌گیری‌های ارمن و گزینه‌های متنی او را به چالش کشیده‌اند.
در تلاش برای تعیین متن اصلی کتب عهد جدید، برخی از منتقدان متن مدرن بخش‌هایی را احتمالاً غیراصلی تشخیص داده‌اند. در ترجمه‌های امروزی کتاب مقدس، نتایج نقد متن منجر به حذف برخی از آیات یا علامت‌گذاری غیراصیل شده‌است. این اضافات احتمالی بعدی شامل موارد زیر است:
- پایان مارک[Mk. 16]
- داستان در جان زنی که در زنا گرفته شده‌است، Pericope Adulterae
- اشاره صریح به تثلیث در ۱ یوحنا، کاما یوهانین

در متن عهد جدید، کرت و باربارا آلند تعداد کل آیات بدون گونه و تعداد انواع در هر صفحه را با هم مقایسه می‌کنند (به استثنای اشتباهات املایی)، در میان هفت نسخه اصلی NT یونانی (Tischendorf, Westcott-Hort, von Soden, Vogels, Merk, Bover و Nestle-Aland) که ۶۲٫۹٪ یا ۴۹۹۹/۷۹۴۷، توافقنامه را منعقد می‌کند. نتیجه گرفتند،
بنابراین در تقریباً دو سوم متن عهد جدید، هفت نسخه عهد جدید یونانی که بررسی کردیم کاملاً مطابقت دارند و هیچ تفاوتی جز در جزئیات املای (مثلاً املای نام‌ها و غیره) ندارند. آیاتی که هر یک از هفت نسخه با یک واژه تفاوت داشته باشد، شمارش نمی‌شود. این نتیجه کاملاً شگفت‌انگیز است و نشان می‌دهد که توافق بسیار بیشتری در میان متون یونانی عهد جدید در طول سده گذشته نسبت به آنچه پژوهشگران متنی گمان می‌کردند را نشان می‌دهد… در انجیل‌ها، کارهای پیامبران و مکاشفه این توافق کمتر است، در حالی‌که در نامه‌ها بسیار بیشتر است.
با کشف متون انجیل عبری در میان طومارهای دریای مرده، پرسش‌هایی در مورد صحت متنی متن ماسوریتی مطرح شده‌است.

### ثبات داخلی
ناهماهنگی‌ها توسط منتقدان و شکاکان اشاره شده‌است، ارائه اعداد و نام‌های مختلف برای یک ویژگی و دنباله‌های متفاوت برای آنچه که قرار است همان رویداد باشد. پاسخ به این انتقادات شامل فرضیه مستند مدرن، فرضیه دو منبعی (در ظاهرهای مختلف) و ادعاهایی مبنی بر اینکه رساله‌های شبانی مستعار هستند. در تقابل با این مواضع انتقادی، مواضعی که سنت گرایان از آن حمایت می‌کنند، متن‌ها را مطابق با تورات نوشته شده توسط یک منبع واحد می‌دانند.‌ اما انجیل‌ها توسط چهار شاهد مستقل، و تمام رسالات پولس، به جز عبرانیان، که توسط پولس رسول نوشته شده‌است.
در حالی‌که در نظر گرفتن زمینه هنگام مطالعه کتاب مقدس ضروری است، برخی گزارش‌های مربوط به رستاخیز عیسی را در چهار انجیل متی، مرقس، لوقا و یوحنا به سختی می‌دانند. E. P. Sanders نتیجه می‌گیرد که ناهماهنگی‌ها امکان تقلب عمدی را بعید می‌کند: «توطئه‌ای برای تقویت باور به رستاخیز احتمالاً منجر به داستانی منسجم‌تر می‌شد.» در عوض، به نظر می‌رسد رقابتی وجود داشته‌است: «من او را دیدم.» «من هم همین‌طور»، «زن‌ها اول او را دیدند»، «نه، دیدم؛ آنها اصلاً او را ندیدند» و غیره.
هارولد لیندسل اشاره می‌کند که این یک «تحریف فاحش» است که بگوییم افرادی که به خطای کتاب مقدس باور دارند، تصور می‌کنند که هر گفته‌ای که در کتاب مقدس آمده درست است (مخالف با دقیق). او نشان می‌دهد که در کتاب مقدس اظهارات نادرستی وجود دارد که به‌طور دقیق گزارش شده‌است (مثلاً شیطان دروغگویی است که دروغ‌هایش دقیقاً به آنچه گفته‌است گزارش شده‌است). طرفداران خطای کتاب مقدس عموماً نمی‌آموزند که کتاب مقدس مستقیماً توسط خدا دیکته شده‌است، بلکه خدا از «شخصیت‌های متمایز و سبک‌های ادبی نویسندگان» کتاب مقدس استفاده کرده‌است و الهام خدا آنها را هدایت کرده‌است تا پیام خود را به‌طور بی‌عیب و نقص از طریق زبان خود و به زبان خود ارائه دهند. شخصیت: Art. VIII 
کسانی‌که به الهام کتاب مقدس باور دارند، آموزش می‌دهند که این کتاب خطاناپذیر (یا خطاناپذیر) است، یعنی عاری از خطا در حقایقی است که با ویژگی آن به‌عنوان کلام خدا بیان می‌کند. با این حال، دامنه آن چیزی که این شامل می‌شود مورد مناقشه است، زیرا این اصطلاح شامل مواضع «ایمان و عمل» می‌شود، با برخی فرقه‌ها بر این باورند که جزئیات تاریخی یا علمی، که ممکن است به مسائل مربوط به ایمان و عمل مسیحی، ممکن است حاوی خطا باشد. سایر پژوهشگران دیدگاه‌های قوی‌تری دارند، اما برای چند آیه این مواضع نیاز به کار تفسیری بیشتری دارد که منجر به مناقشه می‌شود (بحث جدی در مورد موضوع مربوط به تجسم، جلب بحث کتاب مقدس و فلسفی را مقایسه کنید).
عصمت به متون اصلی کتاب مقدس اشاره دارد، و همه دانشمندان جریان اصلی به احتمال خطای انسانی در انتقال و ترجمه اذعان دارند. با این حال، با استفاده از نقد متنی، نسخه‌های مدرن (انتقادی) «وفادارانه نسخه اصلی» در نظر گرفته می‌شوند.: Art. X  و درک ما از زبان اصلی برای ترجمه دقیق به اندازه کافی خوب است. دیدگاه مخالف این است که فساد بیش از حد یا ترجمه بسیار دشوار است که با متون مدرن موافق نیست.

### پیشگویی محقق نشده

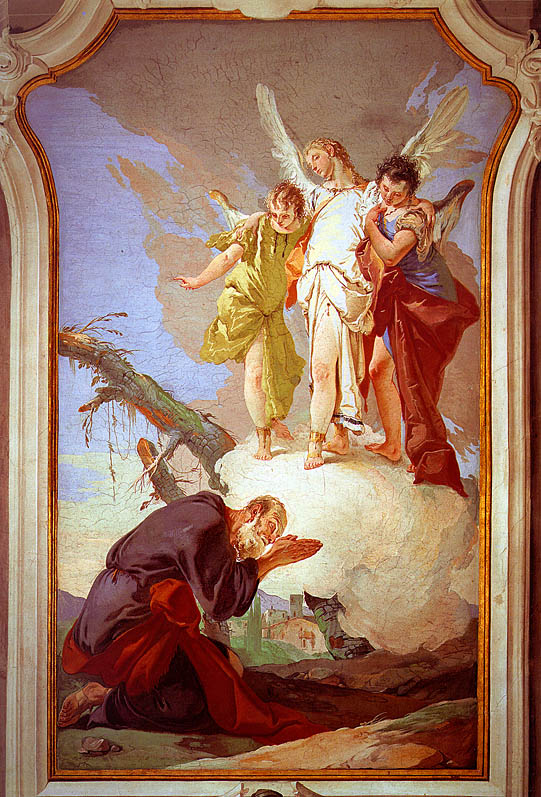
خداوند خود را در کتاب مقدس به ابراهیم نشان می‌دهد و او در اینجا با سه فرشته دیده می‌شود. نوشته جیووانی باتیستا تیپولو.

صدها سال پیش از زمان عیسی، پیامبران یهود وعده دادند که مسیحی خواهد آمد. یهودیت ادعا می‌کند که عیسی این پیشگویی‌ها را محقق نکرده‌است. سایر شکاکان معمولاً ادعا می‌کنند که پیشگویی‌ها یا مبهم هستند یا محقق نشده‌اند، یا اینکه نوشته‌های عهد عتیق بر ترکیب روایات عهد جدید تأثیر گذاشته‌است. الهیات دفاعی ادعا می‌کنند که عیسی این پیش‌گویی‌ها را برآورده کرده‌است، زیرا آنها باور دارند تحقق آنها به‌طور تصادفی تقریباً غیرممکن است. بسیاری از مسیحیان آمدن دوم عیسی را پیش‌بینی می‌کنند، زمانی که او بقیه پیشگویی‌های مسیحایی، مانند آخرین داوری، رستاخیز عمومی، استقرار پادشاهی خدا و عصر مسیحایی را محقق خواهد کرد.

عهد جدید خط عیسی را به داوود نشان می‌دهد. با این حال، به‌گفته استفان ال. هریس:
عیسی آنچه را که انبیای اسرائیل می‌گفتند که مسیح مأمور انجام آن شده بود، انجام نداد: او قوم عهد را از دست دشمنان غیریهودی‌شان رهایی بخشید، آن‌هایی را که در دیاسپورا پراکنده بودند جمع‌آوری نکرد، پادشاهی داوود را بازگرداند، یا صلح جهانی برقرار نکرد (نک: عیسی ۹: ۶–۷؛ ۱۱:۷–۱۲:۱۶ و غیره). عیسی به جای رهایی یهودیان از دست ستمگران و در نتیجه تحقق وعده‌های باستانی خدا - برای سرزمین، ملیت، سلطنت و برکت - با مرگ «شرم‌آور» جان باخت و توسط همان قدرت‌های سیاسی که پیشگویی شده بود مسیح بر آنها غلبه کند، شکست خورد. در واقع، انبیای عبری پیش‌بینی نمی‌کردند که ناجی اسرائیل به‌عنوان یک جنایتکار معمولی توسط غیریهودیان اعدام شود و مصلوب شدن عیسی را به «سنگ مانع» برای یهودیان دارای سواد کتاب مقدس تبدیل کرد. (اول قرنتیان 1:23)
واعظان مسیحی به این استدلال پاسخ می‌دهند و بیان می‌کنند که این پیشگویی‌ها توسط عیسی در سلطنت هزار ساله پس از مصیبت بزرگ، طبق پیشگویی‌های عهد جدید، به‌ویژه در کتاب مکاشفه، محقق خواهد شد.
الاهیدان یهودی سده شانزدهم، اسحاق بن آبراهام، که در تراکای، لیتوانی زندگی می‌کرد، اثری به نام چیزوک امونه (ایمان تقویت‌شده) نوشت که سعی داشت این ایده را رد کند که عیسی، مسیح است که در عهد عتیق پیشگویی شده بود و مسیحیت «میثاق جدید» خدا است. او به‌طور سامان‌مند تعدادی ناسازگاری در عهد جدید، تناقضات میان عهد جدید و عهد عتیق، و پیشگویی‌های عهد عتیق را شناسایی کرد که در طول زندگی عیسی محقق نشد. علاوه بر این، او تعدادی از اعمال مسیحی، مانند یکشنبه سبت را زیر پرسش برد. در اصل برای یهودیان نوشته شده‌است تا آنها را متقاعد کند که به مسیحیت نروند. این اثر در نهایت توسط مسیحیان خوانده شد. درحالی‌که یوهان کریستوف واگنسیل، مسیحی معروف مسیحی، سعی در رد مفصل استدلال‌های ابراهیم داشت، ترجمه لاتین واگنسیل از آن تنها باعث افزایش علاقه به این اثر شد و الهام‌بخش آزاداندیشان مسیحی بعدی شد. چیزوک امونه به‌عنوان یک شاهکار توسط ولتر مورد ستایش قرار گرفت.
از سوی دیگر، بلز پاسکال باورمند بود که «پیش‌گویی‌ها قوی‌ترین دلیل بر عیسی مسیح هستند». او نوشت که عیسی پیشگویی شده‌است، و این پیشگویی‌ها از یک سلسله مردم در طول چهار هزار سال آمده‌است. جاش مک داول، دفاع‌شناس، از تحقق پیش‌گویی عهد عتیق به‌عنوان حمایت از مسیحیت دفاع می‌کند و استدلال می‌کند که پیش‌گویی‌هایی که توسط مسیح محقق شد، شامل پیش‌گویی‌هایی است که به نسل اجدادی، زادگاه، زایش باکره، معجزات، نحوه مرگ و رستاخیز او مربوط می‌شود. او می‌گوید که حتی زمان‌بندی مسیحا در سال‌ها و در رابطه با رویدادها پیش‌بینی می‌شود، و تلمود یهودی (عدم پذیرش عیسی به‌عنوان مسیح) از اینکه مسیح علی‌رغم برداشته شدن عصا از یهودا، ظاهر نشده بود.

### پیشگویی ناصری
نمونه دیگر ناصری در Matthew ۲:۲۳ است: «و آمد و در شهری به نام ناصره ساکن شد تا آنچه توسط انبیا گفته شده‌است تحقق یابد که او را ناصری می‌نامند.» وب سایت یهودیان برای یهودیت ادعا می‌کند که «از آنجایی که یک ناصری ساکن شهر ناصره است و این شهر در دوره زمانی کتاب مقدس یهودیان وجود نداشته‌است، یافتن این نقل قول در کتب مقدس عبری غیرممکن است. ساختگی است.» با این حال، یک پیشنهاد رایج این است که آیه عهد جدید بر پایه قطعه‌ای مربوط به نذیریان است، یا به این دلیل که این یک سوء تفاهم رایج در آن زمان بود، یا از طریق بازخوانی عمدی این اصطلاح توسط مسیحیان اولیه. پیشنهاد دیگر این است که «متی با شباهت واژه عبری nezer (ترجمه شده «شاخه» یا «شلیک» در Isaiah ۱۱:۱ و Jeremiah ۲۳:۵) با یونانی nazoraios، که در اینجا «ناصری» ترجمه شده‌است، بازی می‌کرد.» مسیحیان همچنین پیشنهاد می‌کنند که با استفاده از یک نقل قول غیرمستقیم و عبارت جمع پیامبران، «متی فقط می‌گفت که عیسی با زندگی در ناصره، بسیاری از پیش‌گویی‌های عهد عتیق را که مورد تحقیر و طرد شدن قرار می‌گرفت، محقق می‌کرد». پس زمینه این امر با پاسخ اولیه فیلیپ در John ۱:۴۶ به این ایده که عیسی ممکن است مسیح باشد نشان داده شده‌است: «ناصره! آیا چیز خوبی می‌تواند از آنجا حاصل شود؟»

### زایش باکره و هبوط عیسی
یک اصل بنیادی ایمان مسیحی این است که عیسی از مریم باکره زاده شد. هم متی و هم لوقا شجره نامه یوسف را به داوود ردیابی می‌کنند. طبق سنت یهودی، مسیح باید از نسل داوود باشد، اما اگر عیسی از باکره زاده شده باشد، نمی‌تواند از طریق یوسف از نسل داوود باشد. مایکل مارتین ادعا می‌کند که باکره بودن مریم افزوده بعدی به مسیحیت است، همان‌طور که در نامه‌های پولس نشان داده شده‌است. علاوه بر این، مارتین خاطرنشان می‌کند که به نظر نمی‌رسد جوامع اولیه مسیحی به‌طور گسترده‌ای به تولد باکره باور داشته باشند. سردرگمی پیرامون باکرگی مریم ممکن است ناشی از ترجمه هفتادگانی هر دو عبری باشد: עַלְמָה، رومی شده: almah «دختر جوان» و عبری: בְּתוּלָה، رومی شده: bethulah، «باکره» به یونانی: باکره، رومی شده معمولاً:. متی با تکیه بر این ترجمه سعی کرد نشان دهد که تولد عیسی از باکره در اشعیا ۷: ۱۴ پیشگویی شده بود—که به آلمه در عبری اشاره دارد.

### تفسیر گزینشی
منتقدان استدلال می‌کنند که استناد گزینشی بخش‌هایی از عهد عتیق ریاکارانه است، به‌ویژه زمانی که آن بخش‌ها خصومت با زنان و همجنس‌بازان را تأیید می‌کنند، زمانی که سایر بخش‌ها منسوخ تلقی می‌شوند، مانند ممنوعیت‌های غذایی. کل شریعت موسی در Galatians ۳:۲۴–۲۵ به عنوان معلمی توصیف شده‌است که دیگر ضروری نیست.
از سوی دیگر، بسیاری از قوانین عهد عتیق به‌طور ویژه توسط عهد جدید نسخ شده‌اند، مانند ختنه، اگرچه این ممکن است به سادگی مشابه قوانین نوحید یهودی باشد. همچنین به تقسیم مسیحیت اولیه و یهودیت مراجعه کنید. از سوی دیگر، آیات دیگر طرفدار قانون هستند، مانند رومیان ۳:۳۱: «آیا ما شریعت را از راه ایمان باطل می‌کنیم؟ مسلماً نه! برعکس، ما قانون را برقرار می‌کنیم.»

### ترجمه اشتباه
ترجمه به تعدادی از مسائل منجر شده‌است، زیرا زبان‌های اصلی اغلب از دید دستور زبان و همچنین معنای واژه کاملاً متفاوت هستند. در حالی که بیانیه شیکاگو در مورد خطای کتاب مقدس بیان می‌کند که خطا فقط در مورد زبان‌های اصلی صدق می‌کند، برخی از مؤمنان به درستی ترجمه خود اعتماد دارند. یکی از این دسته از مؤمنان به جنبش فقط پادشاه جیمز معروف است. برای خوانایی، وضوح یا دلایل دیگر، مترجمان ممکن است عبارات یا ساختار جمله متفاوتی را انتخاب کنند و برخی از ترجمه‌ها ممکن است عبارات را بازنویسی کنند. از آنجایی که برخی از کلمات در زبان اصلی دارای معانی مبهم یا دشوار هستند، بحث‌هایی در مورد تفسیر صحیح رخ می‌دهد.
انتقاداتی نیز گاهی به دلیل ناسازگاری‌هایی که میان ترجمه‌های مختلف انگلیسی متن عبری یا یونانی ایجاد می‌شود، مطرح می‌شود. برخی از تفاسیر مسیحی به دلیل انعکاس تعصب باوری ویژه یا خوانش متفاوتی میان دست‌نوشته‌های خطی یونانی عبری ماسوری و سپتوآگینتی که اغلب در عهد جدید نقل می‌شوند مورد انتقاد قرار می‌گیرند.

## نقد رفتار تاریخی
برخی از تفاسیر برخی از تصمیمات اخلاقی در کتاب مقدس توسط بسیاری از گروه‌های مدرن از دید اخلاقی مشکوک تلقی می‌شوند. برخی از قطعاتی که بیشتر مورد انتقاد قرار می‌گیرند عبارتند از استعمار، انقیاد زنان، نابردباری دینی، محکومیت همجنس‌گرایی و ترنسجندریسم، و حمایت از نهاد برده‌داری در عهد عتیق و جدید.

### استعمار
مسیحیت و استعمار اغلب ارتباط نزدیکی با یکدیگر دارند زیرا کاتولیک و پروتستان ادیان قدرت‌های استعماری اروپایی بودند و از بسیاری جهات به عنوان «بازوی مذهبی» این قدرت‌ها عمل می‌کردند. ادوارد ای. اندروز، مورخ، استدلال می‌کند که اگرچه مبلغان مسیحی در ابتدا به عنوان «قدیس‌های مشهود، نمونه‌هایی از تقوای ایده‌آل در دریایی از وحشیگری مداوم» به تصویر کشیده می‌شدند، اما زمانی که دوران استعمار در نیمه آخر سده بیستم به پایان رسید، مبلغان دینی تبدیل شدند. به عنوان «نیروهای شوک ایدئولوژیک برای تهاجم استعماری که تعصب آنها را کور کرد.»
مسیحیت مورد هدف منتقدان استعمار قرار می‌گیرد زیرا اصول دین برای توجیه اقدامات استعمارگران مورد استفاده قرار می‌گرفت. به عنوان مثال، مایکل وود ادعا می‌کند که مردم بومی انسان تلقی نمی‌شدند و استعمارگران توسط «سده‌ها قوم گرایی و یکتاپرستی مسیحی شکل گرفته بودند که از یک حقیقت، یک زمان و نسخه واقعیت حمایت می‌کردند.»

### برده‌داری

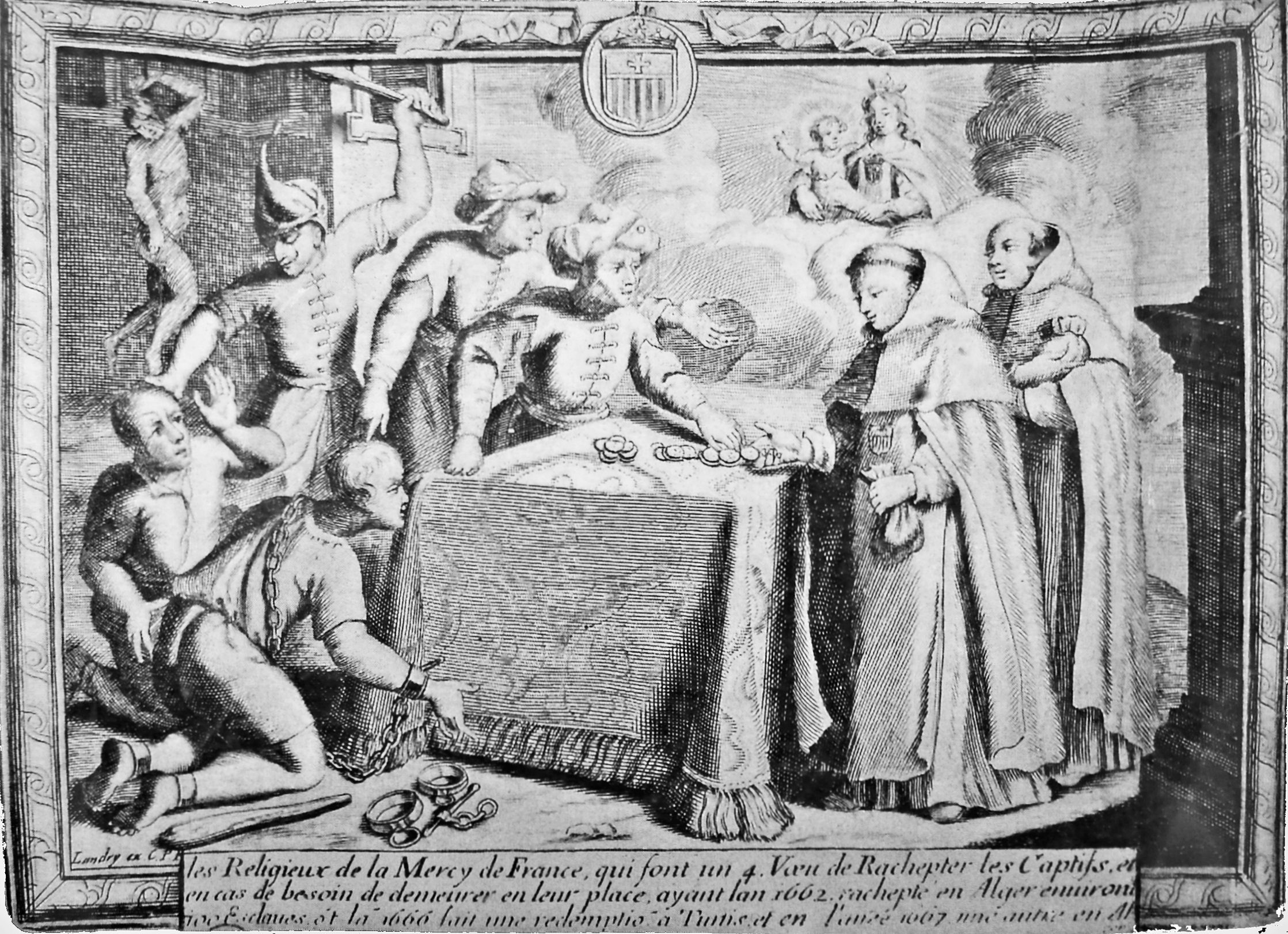
راهبان کاتولیک در حال بازخرید بردگان مسیحی از برده‌داران شمال آفریقا. سده هفدهم.

دیدگاه‌های اولیه مسیحیت از برده‌داری در زمینه ریشه‌های مسیحیت در یهودیت و به عنوان بخشی از فرهنگ گسترده‌تر امپراتوری روم شکل گرفت. هم عهد عتیق و هم عهد جدید اذعان دارند که نهاد برده‌داری وجود داشته‌است، و اولی آن را در حدود معینی تحریم می‌کند (لاویان ۲۵:۳۹–۴۶، خروج ۲۱:۲–۲۱).
سنت پولس رسول در پرداختن به برده‌داری در افسسیان 6:-8[Eph. ۶:۵–۸] به بردگان می‌گوید که «از اربابان زمینی خود اطاعت کنید» و «با اشتیاق خدمت کنید، همان‌طور که به خداوند و نه به مردان و زنان». مدافعان مسیحیت استدلال می‌کنند که هیچ چیز در این متن برده‌داری را به عنوان یک نهاد طبیعی معتبر یا الزام الهی تأیید نمی‌کند. در عوض، بحث پولس در مورد وظایف بردگان مسیحی و مسئولیت‌های اربابان مسیحی، این نهاد را متحول می‌کند، حتی اگر از درخواست لغو کامل کوتاهی کند. قدیس آگوستین فکر می‌کرد برده‌داری نتیجه گناه است، اما بخشی از جهان سقوط کرده‌است و بنابراین باید تحمل شود. با این حال، دیگران با آن مخالفت کردند: جان کریزستوم صراحتاً استدلال کرد که برده‌داری خود گناه است، اما او از لغو آن دفاع نکرد. اوریجن پس از شش سال خواستار عمل به آزادسازی شد که در عهد عتیق آمده‌است. دیگران مانند گریگوری نیسا، آکاکیوس آمیدا و سنت پاتریک خواستار لغو کامل برده‌داری شدند. از سوی دیگر، منتقدان ادعا می‌کنند که مسیحیت ارتدکس بردگی را به این دلیل توجیه می‌کند که بخشی از نظم سلسله مراتبی تعیین شده الهی است. در قسمت افسسیان بالا و همچنین سایر بخش‌های کتاب مقدس، مانند رساله پولس به کولسیان، به بردگان دستور داده شده‌است که مطیع باشند: «بندگان، از اربابان زمینی خود [kyrioi] مطابق با جسم در همه چیز اطاعت کنید، نه تنها در حالی که هستید. نظاره گر و برای خشنود ساختن آنها بود، اما از صمیم قلب از خداوند [کیریوس] می‌ترسید.» به‌علاوه، سنت جان کریزوستوم نوشت: «برده باید به سهم خود تسلیم شود، در اطاعت از ارباب خود از خدا اطاعت می‌کند» در حالی که آگوستین قدیس می‌نویسد: «... اکنون برده‌داری جنبه کیفری دارد و طبق آن قانونی که دستور می‌دهد برنامه‌ریزی شده‌است. حفظ نظم طبیعی و نهی از اغتشاش».
بر پایه یک دیدگاه، امروزه و از منظر حقوق بشر، درک اینکه چرا مسیحیان اولیه به نهاد اجتماعی برده‌داری اعتراض نمی‌کردند، دشوار است. مشخص نیست که آیا می‌توان تا آنجا پیش رفت که مسیحیان اولیه از جمله پولس و سایر نویسندگان متون کتاب مقدس را به دلیل پذیرش فعال یا غیرفعال برده‌داری مورد انتقاد قرار داد. پیتر گروسکا دیدگاه پدران مسیحی اولیه در مورد برده‌داری را به محیط اجتماعی آنها نسبت داد. در سده دوم و سوم، برجسته‌ترین پدران مانند کلمنت، ترتولیان، سیپریان، اوریگن و دیگران در آفریقا و مصر ظهور کردند، جایی که برده‌داری در مقیاس وسیع وجود نداشت. محیط اجتماعی در مدیترانه شرقی، سوریه، فلسطین و به ویژه آسیای صغیر، جایی که برده‌داری حضور پررنگی داشت و به همین دلیل توجه پدران کاپادوکیه سده چهارم را به خود جلب کرد، متفاوت بود.
به گفته جنیفر گلانسی، استثمار جنسی از بردگان در امپراتوری روم با اخلاق مسیحی کمک می‌کرد. عیسی پیروان خود را ترغیب کرد که مانند بردگان رفتار کنند و اخلاق برده را اجرا کنند. متکلمان اولیه مسیحی نگران اخلاق بردگان نبودند.
در امپراتوری روم شرقی (بیزانس)، تغییری در دیدگاه برده‌داری مشاهده می‌شود که در سده دهم به تدریج یک شیء برده به یک رعیت برده تبدیل شد.
از سده‌های میانی، درک مسیحی از برده‌داری در معرض تضادهای داخلی قابل توجهی قرار گرفته و تغییرات چشمگیری را متحمل شده‌است. تقریباً همه رهبران مسیحی پیش از اواخر سده هفدهم، برده‌داری را، در محدودیت‌های ویژه کتاب مقدس، مطابق با الهیات مسیحی می‌شناختند. آیه کلیدی که برای توجیه بردگی استفاده شد پیدایش ۹:۲۵–۲۷ بود: «لعنت بر کنعان! او برای برادران خود پست‌ترین بردگان خواهد بود.» او همچنین گفت: «مبارک باد خداوند، خدای سام! برده سام.» که به این معنا تعبیر شد که آفریقایی‌ها از نسل حام هستند و با «نشان حام» ملعون شده‌اند تا نوکران یافث (اروپایی‌ها) و سام (آسیایی‌ها) باشند. در سال ۱۴۵۲، پاپ نیکلاس پنجم، بردگی موروثی مسلمانان و مشرکان اسیر را تأسیس کرد و همه غیرمسیحیان را «دشمنان مسیح» می‌دانست.
«نفرین حام» همراه با رساله پولس به افسسیان، VI، ۵–۷ به صاحبان برده آمریکایی کمک کرد تا باورهای خود را با برده‌داری متعادل کنند. آیات فراوان دیگری در عهد عتیق حامی برده‌داری وجود دارد که اغلب نقل شده‌است. عهد جدید نادیده گرفته شد، جز در یادآوری اینکه عیسی هرگز برده‌داری را محکوم نکرد و نامه به فیلیمون که در آن یک برده فراری به صاحبش بازگردانده شد.
رادنی استارک در کتاب برای جلال خدا: چگونه یکتاپرستی منجر به اصلاحات، علم، شکار جادوگران و پایان برده‌داری شد، استدلال می‌کند، که مسیحیت به پایان بردگی در سراسر جهان کمک کرد، همان‌طور که لمین سنه در کتاب لغو کنندگان خارج از کشور. این نویسندگان خاطرنشان می‌کنند که مسیحیان که بردگی را بر پایه باورهای دینی خود اشتباه می‌نگریستند، مخالفت با بردگی را رهبری کردند، و بسیاری از مبارزان اولیه برای مخالفت با برده‌داری به دلیل ایمان مسیحی خود و تمایل به تحقق دیدگاه خود مبنی بر اینکه همه مردم در برابر خدا برابر هستند، هدایت می‌شدند. در اواخر سده هفدهم، آناباپتیست‌ها آغاز به انتقاد از برده‌داری کردند. انتقادات انجمن دوستان، منونیت‌ها و آمیش‌ها نیز به دنبال آن بود. ویلیام ویلبرفورس و جان وولمن در میان این طرفداران لغو برده‌داری مسیحی برجسته بودند. هریت بیچر استو کتاب معروف خود را با توجه به باورهای مسیحی خود در سال ۱۸۵۲ نوشت، کلبه عمو تام. گروهی از کوئیکرها اولین سازمان لغو الغای انگلیسی را در سال ۱۷۸۳ تأسیس کردند و در همان سال طومار کویکرها این موضوع را به دولت ارائه کردند. کویکرها در طول عمر جنبش همچنان تأثیرگذار بودند و از بسیاری جهات راه را برای کمپین رهبری کردند. جان وسلی، بنیانگذار متدیسم، در آغاز لغو برده‌داری به عنوان یک جنبش مردمی نقش بنیادی داشت.
بسیاری از مسیحیان امروزی در محکومیت بردگی به عنوان اشتباه و خلاف اراده خدا متحد هستند. تنها گروه‌های حاشیه‌ای مانند کو کلاکس کلن و دیگر گروه‌های نفرت به اصطلاح مسیحی در حاشیه نژادپرستانه جنبش‌های بازسازی مسیحی و هویت مسیحی از احیای برده‌داری حمایت می‌کنند. هواداران کامل بازسازی گرایی در میان مسیحیان محافظه‌کار کم و به حاشیه رانده شده‌اند. با این استثنائات، گروه‌های مذهبی مسیحی اکنون برده‌داری را محکوم می‌کنند و این عمل را با اصول اولیه مسیحی ناسازگار می‌دانند.
علاوه بر کمک به الغا، بسیاری از مسیحیان تلاش‌های بیشتری برای برقراری برابری نژادی انجام دادند و به جنبش حقوق مدنی کمک کردند. مجله آفریقایی آمریکایی ریویو به نقش مهمی که احیای مسیحیت در کلیسای سیاه در جنبش حقوق مدنی ایفا کرد اشاره می‌کند. مارتین لوتر کینگ جونیور، وزیر باپتیست، رهبر جنبش حقوق مدنی آمریکا و رئیس کنفرانس رهبری مسیحیان جنوبی، یک سازمان حقوق مدنی مسیحی بود.

### مسیحیت و زنان

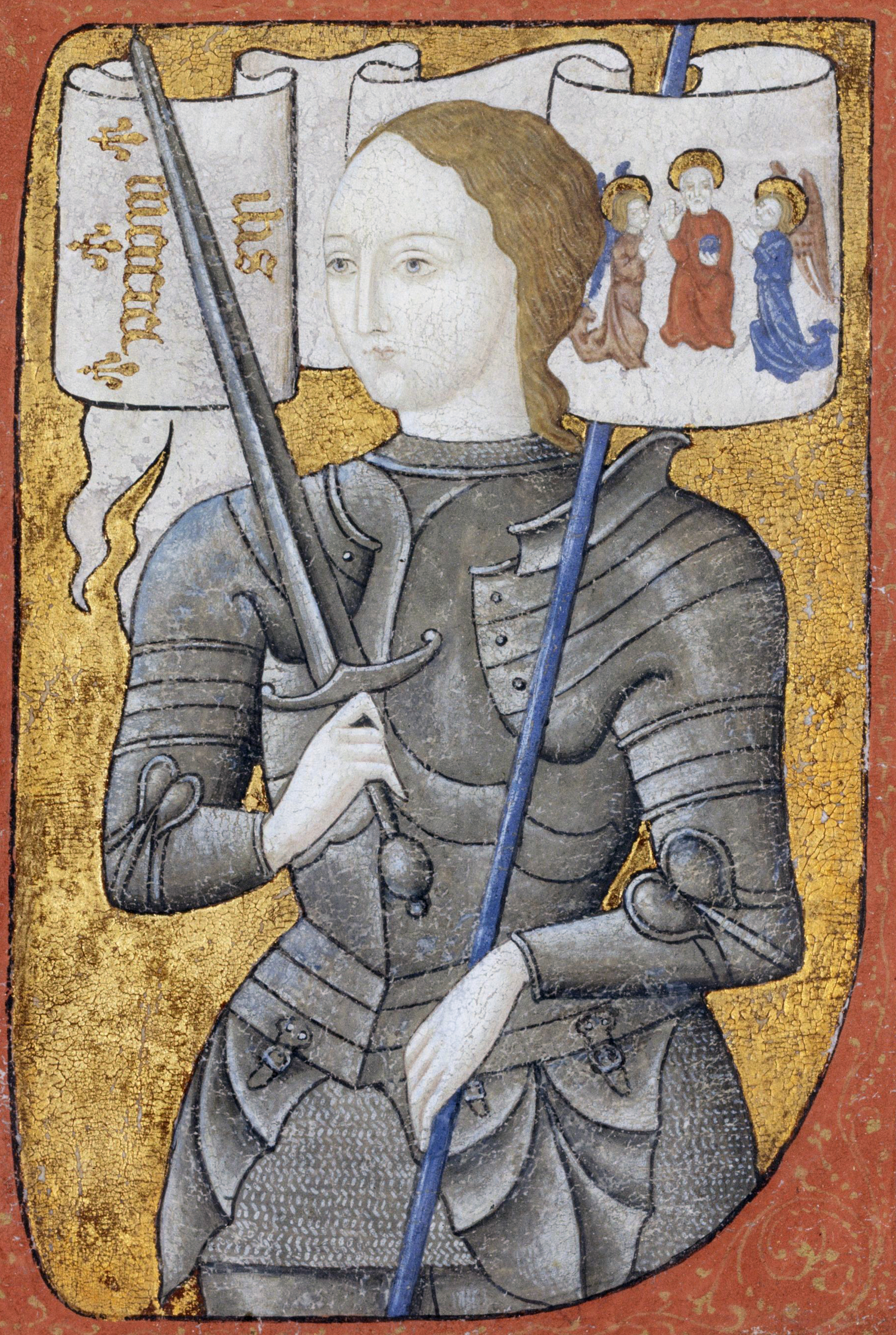
ژان آرک نبردهایی را در نبرد برای آزادی فرانسه از انگلستان رهبری کرد. او باورمند بود که خداوند به او دستور داده‌است. پس از دستگیری، او به‌دلیل بدعت دینی در دادگاه متفقین انگلیسی محاکمه شد و در آتش سوزانده شد. او اکنون یک قدیس است که در کلیسای کاتولیک روم مورد گرامیداشت قرار می‌گیرد.

بسیاری از فمینیست‌ها مفاهیمی مانند خدای مرد، پیامبران مرد، و داستان‌های انسان محور در کتاب مقدس را به کمک به پدرسالاری متهم کرده‌اند. اگرچه بسیاری از زنان شاگرد و خدمتکار در نامه‌های پائولین ثبت شده‌است، اما مواردی وجود داشته‌است که در آن زنان مورد تحقیر قرار گرفته و به جایگاه درجه دوم وادار شده‌اند. به عنوان مثال، به زنان گفته می‌شود که در کلیساها سکوت کنند زیرا «حرف زن در کلیسا شرم آور است».[1 Cor.  14:34-35] حق رأی الیزابت کدی استانتون در کتاب مقدس زن گفت که «کتاب مقدس در آموزه‌های خود زنان را از پیدایش تا مکاشفه تنزل می‌دهد.»
الیزابت کلارک از نوشته‌های اولیه مسیحیت نویسندگانی مانند ترتولیان، آگوستین و جان کریسوستوم به عنوان نمونه‌ای از دیدگاه منفی نسبت به زنان استناد می‌کند که در سنت کلیسا تداوم یافته‌است. تا اواخر سده بیستم، تنها نام تعداد بسیار کمی از زنانی که در شکل‌گیری مسیحیت در سال‌های اولیه آن سهیم بودند، به‌طور گسترده شناخته شده بود: مریم، مادر عیسی. مریم مجدلیه، شاگرد عیسی و اولین شاهد رستاخیز. و مریم و مرثا، خواهرانی که از او در بیت عنی پذیرایی کردند.
کارن لی کینگ، پژوهشگر دانشگاه هاروارد، می‌نویسد که بسیاری از زنانی که در شکل‌گیری مسیحیت در سال‌های اولیه آن مشارکت داشتند، در حال شناخته شدن هستند. علاوه بر این، او نتیجه می‌گیرد که برای سده‌ها در مسیحیت غربی، مریم مجدلیه به اشتباه به عنوان زن زناکار و فاحشه توبه کننده معرفی شده در یوحنا ۸ معرفی شده‌است—ارتباطی که سنت فرض می‌کند اما در عهد جدید هیچ جا ادعا نشده‌است. به گفته کینگ، انجیل مریم نشان می‌دهد که او شخصیتی تأثیرگذار، شاگرد برجسته و رهبر یکی از جناح‌های جنبش اولیه مسیحیت بود که رهبری زنان را ترویج می‌کرد.
کینگ ادعا می‌کند که هر فرقه‌ای در مسیحیت اولیه که از برجستگی زنان در مسیحیت باستان حمایت می‌کردند، در نهایت بدعت اعلام شد و شواهدی از نقش‌های رهبری اولیه زنان پاک یا سرکوب شد.
اولین استگ کلاسیک گرا و فرانک استگ پژوهشگر عهد جدید در کتاب مشترک خود، زن در دنیای عیسی، نگرش‌های بسیار نامطلوب نسبت به زنان را که در دنیایی که عیسی وارد آن شد، ثبت می‌کنند. آنها ادعا می‌کنند که هیچ نمونه ثبت شده‌ای وجود ندارد که عیسی یک زن را رسوا، تحقیر، سرزنش یا کلیشه کند. آنها رفتار و نگرش ثبت شده عیسی به زنان را به عنوان شاهدی بر این تفسیر می‌کنند که بنیانگذار مسیحیت با زنان با عزت و احترام رفتار می‌کرد. متکلمان مختلف به این نتیجه رسیده‌اند که نمونه‌های متعارف سیره عیسی برای استنباط نگرش او نسبت به زنان آموزنده است. به نظر می‌رسد که آنها به‌طور مکرر و پیوسته نشان می‌دهند که او چگونه زنان را آزاد و تأیید کرد. با این حال، شالوم بن کورین استدلال می‌کند که پاسخ عیسی به مادرش در یوحنا ۲:۴ در طول ازدواج در قانا به منزله نقض آشکار فرمان احترام به پدر و مادر بود.[Ex. 20:12]

### مسیحیت و خشونت
بسیاری از منتقدان مسیحیت، کارهای خشونت‌آمیز ملل مسیحی را دلیلی برای تقبیح این دین ذکر کرده‌اند. آرتور سی کلارک، نویسنده داستان‌های علمی تخیلی، گفت که نمی‌تواند مذاهب را ببخشد، زیرا آنها جنایات و جنگ‌ها را در طول زمان تأیید می‌کنند. ریچارد داوکینز در کتاب خود به نام «توهم خدا» نیز مورد مشابهی را بیان می‌کند. در کتاب ضد استدلالی پندار داوکینز؟، آلیستر مک‌گراث به داوکینز پاسخ می‌دهد و پیشنهاد می‌کند که عیسی به دور از تأیید «خصومت بیرون گروهی»، اخلاقیات «تأیید برون گروهی» را فرمان داد. مک گرات موافق است که نقد دین ضروری است، اما او می‌گوید که به نظر می‌رسد داوکینز از داشتن ابزارهای درونی اصلاح و تجدید نظر بی‌خبر است. در حالی که مسلماً ممکن است مسیحیان متهم به عدم رعایت معیارهای پذیرش عیسی باشند، این امر در قلب اخلاق مسیحی نهفته‌است.

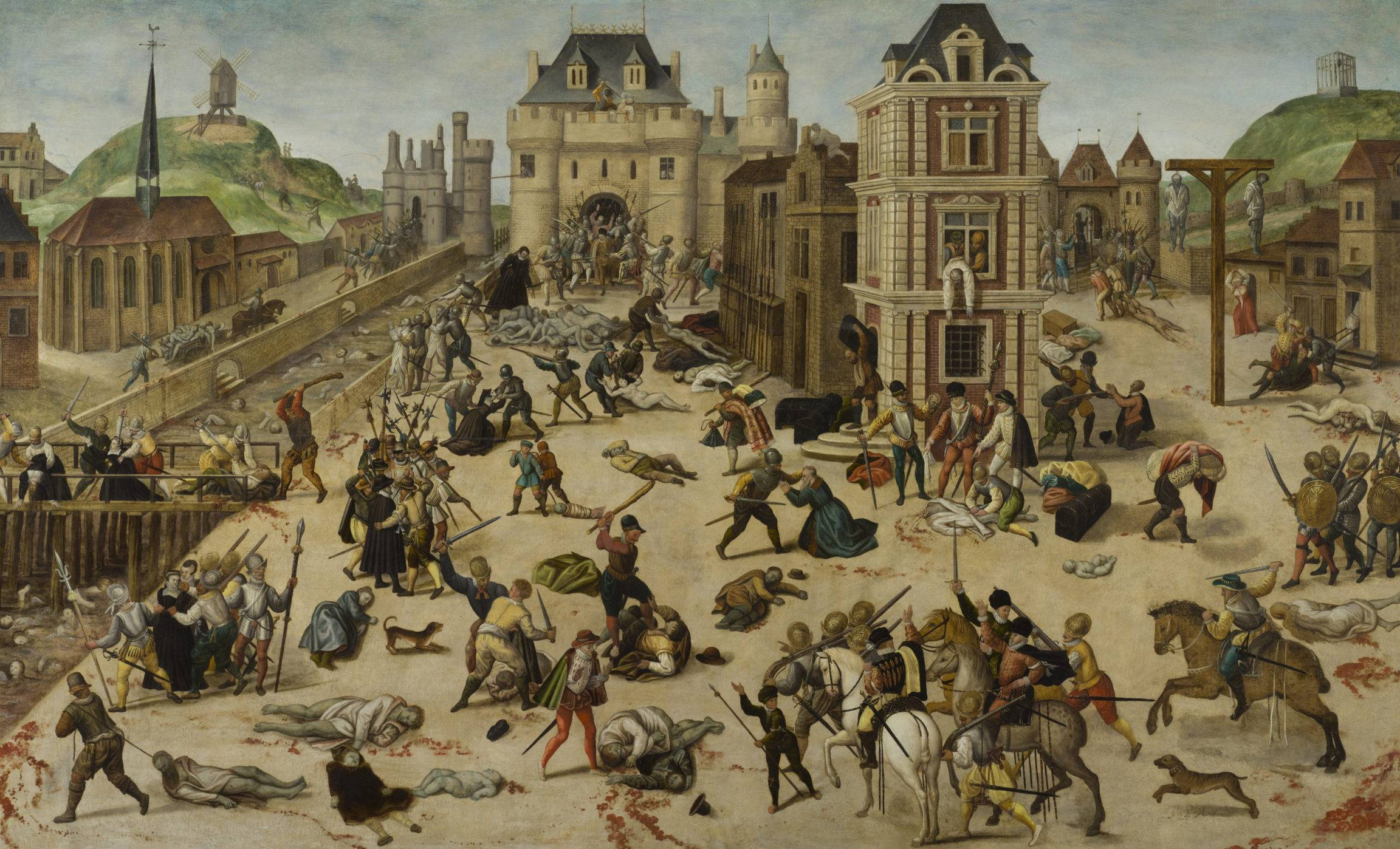
کشتار پروتستان‌های فرانسوی در روز سنت بارتلمه در سال ۱۵۷۲

صلح، شفقت و بخشش خطاهای انجام شده توسط دیگران از عناصر کلیدی آموزش مسیحی است. با این حال، مسیحیان از زمان پدران کلیسا با این پرسش که چه زمانی استفاده از زور موجه است، مبارزه کرده‌اند. این گونه بحث‌ها به مفاهیمی مانند نظریه جنگ مشروع منجر شده‌است. در طول تاریخ، عبارات کتاب مقدس برای توجیه استفاده از زور علیه بدعت گذاران، گناهکاران و دشمنان خارجی استفاده شده‌است. هیتمن و هاگان تفتیش عقاید، جنگ‌های صلیبی، جنگ‌های مذهبی و یهودستیزی را «از بدنام‌ترین نمونه‌های خشونت مسیحی» می‌دانند. جی. دنی ویور به این فهرست می‌افزاید: «پاپ‌های جنگجو، حمایت از مجازات اعدام، تنبیه بدنی به بهانه «عصا را رها کن و کودک را غارت کن»، توجیه بردگی، استعمار جهانی به نام گرویدن به مسیحیت. خشونت سیستماتیک زنان در معرض مردان». ویور تعریف گسترده‌تری از خشونت را به کار می‌برد که معنای واژه را برای پوشش «آسیب» گسترش می‌دهد، نه فقط خشونت فیزیکی فی نفسه؛ بنابراین، طبق تعریف او، خشونت مسیحی شامل «اشکال خشونت سیستماتیک مانند فقر، نژادپرستی و تبعیض جنسی» است.
مسیحیان نیز علیه کسانی که بدعت گذار و کافر می‌دانند دست به خشونت زده‌اند. در نامه‌ای به ملت مسیحی، منتقد دین سم هریس می‌نویسد که «... ایمان حداقل از دو طریق الهام بخش خشونت می‌شود. اول، مردم اغلب انسان‌های دیگر را می‌کشند زیرا باور دارند آفریننده جهان از آنها می‌خواهد که این کار را انجام دهند… دوم، تعداد بسیار بیشتری از مردم به دلیل اینکه جامعه اخلاقی خود را بر پایه وابستگی مذهبی خود تعریف می‌کنند، با یکدیگر درگیر می‌شوند.»
الهی‌دانان مسیحی به یک الزام اعتقادی و تاریخی قوی علیه خشونت که در مسیحیت وجود دارد، اشاره می‌کنند، به ویژه موعظه عیسی در کوه، که خشونت پرهیز از خشونت و عشق به دشمنان را آموزش می‌داد. ویور می‌گوید که صلح‌جویی عیسی «در دکترین جنگ موجه حفظ شد که اعلام می‌کند هر جنگی گناه است حتی زمانی که گهگاه به عنوان یک شر ضروری اعلام شود، و همچنین در ممنوعیت جنگ توسط رهبانان و روحانیون و همچنین حفظ شد. در سنت پایدار صلح‌جویی مسیحی». برخی دیگر به سخنان و کارهای عیسی اشاره می‌کنند که با این توصیف نمی‌گنجد: عدم سرزنش سربازی که از عیسی می‌خواهد خدمتکار خود را شفا دهد، واژگونی میزها و تعقیب صرافان از معبد با طنابی در دست، و از طریق رسولان خود، یک سنتوریون رومی را تعمید می‌دهد که هرگز از او خواسته نمی‌شود که اسلحه خود را رها کند.
از دید تاریخی، ممنوعیت‌های جنگ توسط رهبانان و روحانیون اغلب کنار گذاشته شده‌است. مفهوم رهبانیت نظامی در سده دوازدهم ظهور کرد، تا حد زیادی به دلیل حمایت از برنارد کلروو. برنارد—و هنگامی که پاپ این ایده را تأیید کرد، کل کلیسای کاتولیک - باور داشتند که روش‌های موجود مسیحی برای خدمت به اهداف کلیسا در جنگ ناکافی است و گروهی از راهبان جنگجوی فداکار می‌توانند با انجام جنگ به شایستگی معنوی دست یابند. از با وجود آن. در این دیدگاه، جنگ با بدعت گذاران، ابزاری برای جنگ عادلانه است که خارج از مرزهای جنگ مشروع است. برای مثال، شوالیه‌های تتونیک، که مورد تأیید پاپ قرار گرفت، در طول جنگ‌های صلیبی شمالی از قتل‌عام و خشونت مکرر برای تغییر اجباری دین استفاده کرد.

### مسیحیت و علم

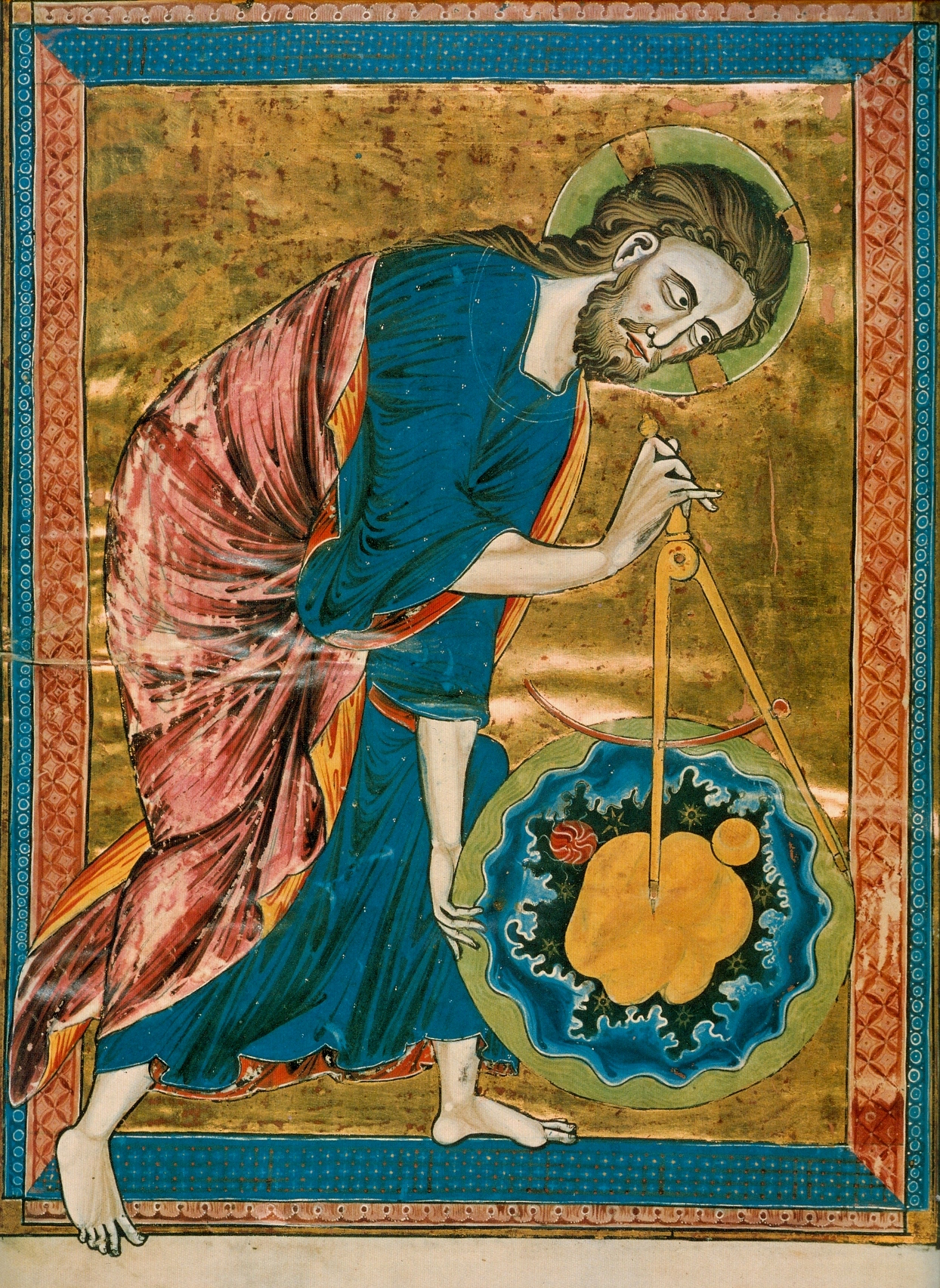
دانشمندان سده‌های میانی به دنبال درک اصول هندسی و هارمونیکی بودند که خداوند جهان را بر پایه آنها آفرید. (Note: پرگار در این نسخه خطی متعلق به قرن سیزده نمادی از آفرینش خداوند است.)

در طول سده نوزدهم، یک مدل تفسیری از رابطه دین و علم که امروزه به عنوان نظریه تضاد شناخته می‌شود، توسعه یافت که بر پایه آن، تعامل میان دین و علم تقریباً به ناگزیر به خصومت و تعارض منجر می‌شود. یک مثال رایج این تصور نادرست بود که مردم از سده‌های میانی باورمند بودند که زمین مسطح است و تنها علم رها از تعصبات مذهبی، کروی بودن آن را نشان داده‌است. این پایان‌نامه در اواخر سده ۱۹ و اوایل سده ۲۰ یک رویکرد تاریخ‌نگاری رایج بود، اما بیشتر مورخان معاصر علم اکنون آن را رد می‌کنند.
مفهوم جنگ میان علم و دین در تاریخ‌نگاری علم در اواخر سده نوزدهم و اوایل سده بیستم رایج بود. بیشتر مورخان علم امروزی باورمندند که تز تعارض با پژوهش‌های تاریخی بعدی جایگزین شده‌است. چارچوب بندی رابطه میان مسیحیت و علم به عنوان رابطه‌ای غالباً منازعه هنوز در فرهنگ عامه رایج است.
کارل ساگان، اخترشناس، اختلاف میان منظومه‌های نجومی بطلمیوس (که فکر می‌کرد خورشید و سیارات به دور زمین می‌چرخند) و کوپرنیک (که فکر می‌کرد زمین و سیارات به دور خورشید می‌چرخند) را ذکر کرد. او در کیهان: یک سفر شخصی می‌گوید که باور بطلمیوس «در دوران تاریکی توسط کلیسا حمایت می‌شد… [این] به‌طور مؤثری از پیشرفت ستاره‌شناسی به مدت ۱۵۰۰ سال جلوگیری کرد.» تد پیترز تد پیترز در دانشنامه دین می‌نویسد که اگرچه حقیقتی در این داستان وجود دارد، اما اغراق‌آمیز شده و «اسطوره‌ای مدرن که توسط کسانی که مایل به دیدن جنگ میان علم و دین هستند که گفته می‌شود توسط یک مرجع کلیسایی آتاویستی و جزم گرا مورد آزار و اذیت قرار گرفته‌اند، تداوم یافته‌است.» در سال ۱۹۹۲، به نظر می‌رسد که کلیسای کاتولیک از گالیله حمایت می‌کند، نظرات زیادی را در رسانه‌ها به خود جلب کرد.

## اخلاق
فیلسوف فریدریش نیچه از منتقدان برجسته اخلاق مسیحیت بود.

### عیسی
عیسی شخصیت اصلی مسیحیت است. از زمانی که گفته می‌شود او در آن زندگی می‌کرده‌است، تعدادی از افراد مشهور از عیسی انتقاد کرده‌اند. موضوعات مورد انتقاد شامل اخلاق زندگی عیسی، هم در زندگی عمومی و هم در زندگی خصوصی او، مانند سلامت روان عیسی، اخلاق آموزه‌های او و غیره است.
منتقدان اولیه عیسی و مسیحیت شامل کلسوس در سده دوم و پورفیری در سده سوم بودند. در سده نوزدهم، فردریش نیچه به شدت از عیسی انتقاد کرد، زیرا او آموزه‌های او را در برخورد با موضوعاتی مانند تمایلات جنسی «ضد طبیعت» می‌دانست. از منتقدان برجسته معاصر عیسی می‌توان به آین رند، هکتور آوالوس، سیتا رام گوئل، کریستوفر هیچنز، برتراند راسل و دینندا سرسوتی اشاره کرد.

### اخلاق در کتاب مقدس
اخلاق کتاب مقدس توسط برخی مورد انتقاد قرار گرفته‌است که برخی از آموزه‌های آن را غیراخلاقی می‌دانند. برده‌داری، نسل‌کشی، مافوق‌گرایی، مجازات اعدام، خشونت، پدرسالاری، عدم تحمل جنسی، استعمار، و مشکل شر و خدای خوب، نمونه‌هایی از نقد اخلاق در کتاب مقدس هستند.
اخلاق در کتاب مقدس مورد انتقاد قرار گرفته‌است، مانند قسمت‌هایی از عهد عتیق که در آن خداوند به بنی اسرائیل دستور می‌دهد که علیه مردم دشمن نسل‌کشی کنند، و فرمان او مبنی بر اینکه هیچ‌کس در میان همان مردمان دشمن نباید در امان بماند. وجود شر به عنوان شاهدی بر عدم وجود موجود قادر مطلق و همه چیزخواه استدلال شده‌است، با این حال خداباوری شکاک نشان می‌دهد که انسان‌ها درک درستی از تصویر بزرگ برای ارزیابی کافی ندارند. با این حال، استدلال مخالف استفان مایتزن نشان می‌دهد که تناقض اخلاقی در کتاب مقدس که توسط اکثر مسیحیان یا یهودیان امروزی دنبال نمی‌شود، مانند اعدام همجنس گرایان، ناسزاگویان، کودکان نافرمان، یا مجازات برای مخلوط کردن پارچه کتان و پارچه، در نهایت استدلال خداباوری شکاکانه را تضعیف می‌کند. اخلاق مسیحی نیز به دلیل پرورش نابردباری (مانند دیدگاه‌های یهودی ستیزانه)، و داشتن ماهیت سرکوبگر مورد انتقاد قرار گرفته‌است. انتقاد نیز متوجه تهدید جهنم بوده‌است.

### مسیحیت و سیاست
برخی از چپ‌ها و آزادی‌خواهان، از جمله مسیحیان که راست مسیحی را انکار می‌کنند، از اصطلاح فاشیسم مسیحی یا کریستوفاشیسم برای توصیف آنچه برخی به عنوان یک نومحافظه‌کار پیش‌فاشیست یا ملی‌گرایی دینی و احتمالاً تئوکراتیک در ایالات متحده می‌دانند، استفاده می‌کنند.
کشیش ریچ لانگ از کلیسای متدیست ترینیتی یونایتد سیاتل خطبه‌ای ایراد کرد که آن را «جرج بوش و ظهور فاشیسم مسیحی» خواند و در آن گفت: «من می‌خواهم ایدئولوژی فاشیسم مسیحی را که بوش بیان می‌کند. شکلی از مسیحیت است که آینه مخالف آنچه عیسی تجسم کرده‌است.»

#### راست مسیحی
مسیحیان محافظه‌کار اغلب توسط اومانیست‌های سکولار و مسیحیان مترقی متهم به عدم تحمل می‌شوند که ادعا می‌کنند با علمی مخالفت می‌کنند که به نظر می‌رسد با تفسیر کتاب مقدس آنها (آفرینش‌گرایی، استفاده از پیشگیری از بارداری، انکار تغییرات آب و هوا، سقط جنین، پژوهش در مورد سلول‌های بنیادی جنینی و غیره) در تناقض است) لیبرال دموکراسی (جدایی کلیسا از دولت) و سیاست‌های اجتماعی مترقی (حقوق افراد با نژادها و مذاهب دیگر، زنان و افراد با گرایش‌های جنسی متفاوت).

#### ایالات متحده
نظرسنجی گالوپ نشان می‌دهد که در داخل ایالات متحده، اعتماد به مذهب سازمان یافته از دهه ۱۹۷۰ کاهش یافته‌است. فیل زاکرمن، استاد جامعه‌شناسی، استدلال می‌کند که مبارزات سیاسی علیه ازدواج همجنس‌گرایان در کلیساها «بسیاری از مردم را از مسیحیت دور می‌کند» و عامل کاهش تعداد مسیحیان در ایالات متحده است.
دیوید کینامن، رئیس مؤسسه بارنا، و گیب لیون از پروژه فرمی، مطالعه‌ای دربارهٔ نگرش آمریکایی‌های ۱۶ تا ۲۹ ساله نسبت به مسیحیت منتشر کردند. آنها دریافتند که حدود ۳۸ درصد از همه کسانی که به‌طور منظم به کلیسا می‌رفتند، برداشت‌های منفی از مسیحیت، به ویژه مسیحیت انجیلی داشتند، که آن را با فعالیت‌های سیاسی محافظه کار، ریاکاری، همجنس‌گراهراسی، اقتدارگرایی، و قضاوت گرایی مرتبط می‌دانستند. حدود ۱۷ درصد درک «بسیار بد» از مسیحیت داشتند.

### نقش زنان
سه دیدگاه عمده در مسیحیت مدرن در مورد نقش زنان وجود دارد. آنها به ترتیب به عنوان فمینیسم مسیحی، برابری طلبی مسیحی و مکمل‌گرایی شناخته می‌شوند.
- فمینیست‌های مسیحی از منظر مسیحی موضع فمینیستی دارند.[۱۳۰]
- برابری خواهان مسیحی از یک وزارتخانه مبتنی بر توانایی، به جای جنسیت، حمایت می‌کنند که مسیحیان از همه سنین، قومیت‌ها و طبقات اجتماعی-اقتصادی باشند.[۱۳۱] برابری خواهان از تعیین زنان و نقش‌های برابر در ازدواج حمایت می‌کنند، اما از نظر الهیات و اخلاقی محافظه کارتر از فمینیست‌های مسیحی هستند و ترجیح می‌دهند از برچسب «فمینیست» اجتناب کنند. تصور محدودی از مکمل بودن جنسیتی توسط برخی وجود دارد که به عنوان «مکملیت بدون سلسله مراتب» شناخته می‌شود.[۱۳۲]
- مکمل‌ها از برابری و نیز تفاوت‌های سودمند بین زن و مرد حمایت می‌کنند.[۱۳۳] آنها باور دارند که زن و مرد نقاط قوت و ضعف منحصربه‌فرد خود را دارند، بنابراین باورمندند که زن و مرد باید با هم همکاری کنند تا نقاط قوت خود را بهبود بخشند و در مواقع ضعف به یکدیگر کمک کنند.

برخی از مسیحیان استدلال می‌کنند که باور به مرد بودن خدا بر پایه جنسیت نیست، در عوض، آنها استدلال می‌کنند که باور به مرد بودن خدا مبتنی بر سنتی است که در جامعه پدرسالار غالب آن زمان وجود داشت که در آن مردان به عنوان یک مرد عمل می‌کردند. رهبران و مراقبان خانواده‌هایشان. بنابراین، تصور اینکه خدا «پدر» است، با توجه به رابطه او با مسیحیان «فرزندانش» است.
اکثر مسیحیان اصلی ادعا می‌کنند که آموزه تثلیث متضمن این است که خدا باید به جای مادر، پدر خوانده شود، همان‌طور که عیسی یک مرد بود تا یک زن. عیسی به پیروانش می‌گوید که خدا را پدر خطاب کنند. او به شاگردانش می‌گوید که همان‌طور که پدر آسمانی آنها مهربان است، مهربان باشند. او به شاگردانش می‌گوید که همان‌طور که پدر آسمانی آنها مهربان است، مهربان باشند و روح پدرشان در مواقع جفا از طریق آنها صحبت خواهد کرد. در روز یکشنبه عید پاک، او به مریم مجدلیه دستور می‌دهد تا به شاگردان دیگر بگوید: «من نزد پدر خود و پدر شما می‌روم…» مارک بروملی اشاره می‌کند که پشت زبان عهد جدید پذیرش و بازآفرینی الهی این ایده نهفته‌است که خدا پدر ما است زیرا او «منبع» یا «منشأ» زندگی جدید ما در مسیح است. او ما را از طریق مسیح نجات داده و ما را در روح تقدیس کرده‌است. بروملی ادعا می‌کند که این به وضوح بیش از یک استعاره است. قیاس با پدری زمینی آشکار است. خدا برای پیروان مسیح صرفاً مانند پدر نیست. او واقعاً پدر آنهاست. در میان مسیحیانی که به این باور پایبند هستند، این حس متمایز وجود دارد که رفتار عیسی با زنان باید متضمن برابری آنها در رهبری و نقش‌های زناشویی باشد، همان‌طور که جنسیت مرد معین عیسی باید متضمن نام پدر برای خدا باشد. آنها به جای توصیف نامگذاری جایگزین به عنوان ضدفمینیسم، آن را غیر ضروری و بدون پشتوانه کلماتی که در کتاب مقدس یافت می‌شود توصیف می‌کنند.
در سال ۲۰۰۰، کنوانسیون باپتیست جنوبی به تجدید نظر در «ایمان و پیام باپتیست» (بیانیه ایمان) رأی داد. مخالفت با زنان به عنوان کشیش در حالی که این تصمیم الزام‌آور نیست و زنان را از خدمت به عنوان کشیش بازنمی‌دارد، خود تجدید نظر توسط برخی از داخل کنوانسیون مورد انتقاد قرار گرفته‌است. در همان سند، کنوانسیون باپتیست جنوبی موضعی قوی در مورد دیدگاه تبعی از زن در ازدواج اتخاذ کرد: «زن باید خود را با بزرگواری تسلیم رهبری خدمتگزار شوهرش کند. او مسئولیت خدادادی دارد که به شوهرش احترام بگذارد و به عنوان یاور او در اداره خانواده و پرورش نسل بعدی خدمت کند.» (تأکید اضافه شده‌است)
کلیسای ارتدکس شرقی اجازه انتصاب روحانیون زن را نمی‌دهد. از سوی دیگر، کلیسای کاتولیک کلدانی همچنان تعداد زیادی از شماس‌ها را حفظ می‌کند که در طول مراسم عشای ربانی در کنار شماها مرد خدمت می‌کنند.
در برخی از کلیساهای انجیلی، کشیش، شماس یا بزرگان کلیسا برای زنان ممنوع است. در تأیید چنین ممنوعیت‌هایی، اغلب به آیه ۱ تیموتائوس ۲:۱۲ استناد می‌شود:
اما من اجازه نمی‌دهم که یک زن به او آموزش دهد و نه اختیار مرد را غصب کند، بلکه در سکوت باشد.

## ریشه‌ها
برخی استدلال کرده‌اند که مسیحیت بر پایه یک عیسی تاریخی بنا نشده‌است، در عوض، آنها استدلال کرده‌اند که مسیحیت بر پایه یک آفرینش اسطوره‌ای بنا شده‌است. این دیدگاه پیشنهاد می‌کند که ایده عیسی تجلی یهودیان فرقه‌های اسرارآمیز هلنیستی بود که ماهیت غیرتاریخی خدای خود را تصدیق می‌کردند و از آن به‌عنوان وسیله آموزشی استفاده می‌کردند. با این حال، این موضع که عیسی یک شخصیت تاریخی نبود، اساساً در میان پژوهشگران کتاب مقدس و مورخان کلاسیک بدون حمایت است.
الهی‌دانان و پژوهشگران کتاب مقدس مانند جیمز اچ. چارلزورث نسبت به استفاده از شباهت با خدایان زندگی-مرگ-تولد مجدد در ادیان اسرارآمیز گسترده رایج در فرهنگ هلنیستی هشدار می‌دهند تا به این نتیجه برسند که عیسی یک شخصیت کاملاً افسانه‌ای است. چارلزورث استدلال می‌کند که «احمقانه خواهد بود که به تقویت این توهم ادامه دهیم که انجیل‌ها صرفاً داستان‌های تخیلی مانند افسانه‌های هرکول و اسکلپیوس هستند. الهیات در عهد جدید بر پایه تفاسیر وقایع تاریخی واقعی است.»